# The Whole of the Moon
The Whole of the Moon – piosenka brytyjskiego zespołu The Waterboys, napisana przez Mike’a Scotta, pochodząca z albumu This Is the Sea. Pierwotnie utwór został wydany na singlu w 1985 roku, jednak dopiero reedycja z 1991 roku przyniosła grupie sukces komercyjny. Piosenka z czasem stała się klasykiem w repertuarze formacji, która systematycznie była grana przez nią na żywo, od momentu jej publikacji. Zawartość merytoryczna utworu, wyprodukowanego przez Mike’a Scotta, zrodziła pewne spekulacje. Po latach pozycja okazała się najlepiej sprzedającym krążkiem w dorobku The Waterboys. Kompozycja jest sztandarową piosenką zespołu; w 1991 roku zdobyła nagrodę Ivor Novello w kategorii „najlepsza piosenka muzycznie i lirycznie”.

## Tekst
Według twórcy „The Whole of the Moon” słowa do utworu powstały dzięki lekturze powieści Zimowa opowieść (ang. Winter’s Tale, 1983), autorstwa amerykańskiego pisarza Marka Helprina. Temat słów piosenki rozbudził spekulacje, z których niektóre zostały obalone przez twórcę. W rzeczywistości początek piosenki to „bazgranie na odwrocie koperty w zimowej scenerii ulicy Nowego Jorku”, po tym jak dziewczyna Scotta zapytała go, czy trudno było napisać piosenkę. Tak jak w przypadku pierwszego singla zespołu „A Girl Called Johnny”, piosenka jest hołdem dla inspirujących postaci. W poszczególnych linijkach tekstu, wokalista opisuje jego własną perspektywę, natychmiast kontrastując to z poruszanym tematem i podsumowując te różnice w wierszu I saw the crescent / You saw the whole of the moon („Ja zobaczyłem półksiężyc / Ty zobaczyłeś jego pełnię”).

## Muzyka
W czasie nagrywania utworu zespół tworzyli: Mike Scott, Anthony Thistlethwaite, Karl Wallinger i Roddy Lorimer. Bębniarz Kevin Wilkinson opuścił zespół zanim „The Whole of the Moon” został zarejestrowany, dlatego na perkusji zagrał muzyk sesyjny, Chris Whitten. Podczas tych nagrań nie zdołano dokończyć sesji, jednak ostatecznie została ona domknięta w maju 1985 roku.
Charakterystyczna dla utworu jest użyta w nagraniu trąbka, zagrana przez szkolonego pod kątem muzyki klasycznej Lorimera. Spędził on trzy dni ze Scottem procując nad aranżacją piosenki. Później Lorimer powiedział:

Poszedłem z taśmą do domu i myślałem o bardziej klasycznym podejściu. Po chwili siedząc przy fortepianie do głowy przyszło mi zagranie na instrumencie w stylu naprzemiennym. Trąbka piccolo po stronie lewej odpowiadała piccolo na prawej, i odwrotnie, rosnąc przez dodanie trąbki w tonacji Bb pod każdą stroną obrazu stereo. Mike’owi się to spodobało, oprócz delikatnych jazzowych akordów, których użyłem przy ściszaniu na samym końcu, które on uprościł. Tej samej klasycznej metody użyłem w kompozycji, miksując dwie klasyczne trąbki za późniejszą strofą.

Lorimer dołożył także śpiew falsetowy w tle, Thistlethwaite natomiast, drugi w sekcji instrumentów dętych blaszanych, gra solo na saksofonie pod koniec utworu. Wallinger wprowadził syntezator, jego odpowiednik basowy oraz śpiew w tle.

## Wydawnictwa
Oficjalnie piosenka pojawiła się trzykrotnie na albumach zespołu Waterboys:
- 1985: This Is the Sea
- 1991: The Best of The Waterboys 81–90
- 1998: The Whole Of The Moon: The Music Of Mike Scott & The Waterboys
- 2005: Karma to Burn (album koncertowy)

## Odbiór i opinie
(…) i jedna z największych gwiazd muzyki siedzi przy nieco uroczym fortepianie z zamiarem zagrania jednej z najlepszych popowych piosenek, jakie kiedykolwiek napisano. I przychodzi mi do głowy, kiedy krople deszczu z łatwością kamuflują łzy, zawsze ronione, gdy słyszę „The Whole of the Moon”, że Mike Scott może nie zdawać sobie sprawy, że nadal jest on wielki (…)

- Z kolei ceniony w Wielkiej Brytanii i poza jej granicami szkocki pisarz Ian Rankin umieścił piosenkę na swojej liście 10 utworów tworzących symbiozę z jego miastem Edynburg[13].

## Covery
„The Whole of the Moon” doczekał się aranżacji w wykonaniu m.in.:
- 1992: Jennifer Warnes – The Hunter (7. album studyjny)
- 1995: folkowego muzyka Petera Mulveya – Rapture (album)
- 2003: Mandy Moore – Coverage (album)
- Human Drama – New Wave Goes to Hell (składanka)
- Terry Reid – The Driver (album)
- Tom Baxter

W lutym 2014 roku Prince zagrał swoją wersję utworu podczas londyńskiego, kameralnego koncertu, będącego częścią tournée „Hit & Run”. Występ miał miejsce w słynnym klubie jazzowym Ronnie Scott’s.